# إيه جاي برايس
إيه جاي برايس (بالإنجليزية: A. J. Price)‏ مواليد 7 أكتوبر 1986 في أورنج، نيوجيرسي، هو لاعب كرة سلة أمريكي سابق بدأ مسيرته الاحترافية في سنة 2009 حيث تم اختياره من قبل فريق إنديانا بايسرز خلال الدرافت لعب في الرابطة الصينية لكرة السلة كلاعب هجوم خلفي وحمل الرقم 21. يبلغ طوله 6 قدم 2 بوصة (1.9 م).

## فرق لعب لها
- إنديانا بايسرز
- واشنطن ويزاردز
- مينيسيوتا تيمبر وولفز
- كليفلاند كافالييرز
- فينيكس صنز

## إحصائيات المسيرة

### الموسم الاعتيادي
| السنة   | الفريق                | لعب | بدأ | دقيقة | ميداني% | ثلاثية | حرة  | ارتداد | صنع | استلاب | تصدي | نقطة |
| ------- | --------------------- | --- | --- | ----- | ------- | ------ | ---- | ------ | --- | ------ | ---- | ---- |
| 2009–10 | إنديانا بايسرز        | 56  | 2   | 15.4  | .410    | .345   | .800 | 1.6    | 1.9 | .6     | .1   | 7.3  |
| 2010–11 | إنديانا بايسرز        | 50  | 0   | 15.9  | .356    | .275   | .667 | 1.4    | 2.2 | .6     | .0   | 6.5  |
| 2011–12 | إنديانا بايسرز        | 44  | 1   | 12.9  | .339    | .295   | .800 | 1.4    | 2.0 | .5     | .0   | 3.9  |
| 2012–13 | واشنطن ويزاردز        | 57  | 22  | 22.4  | .390    | .350   | .790 | 2.0    | 3.6 | .6     | .1   | 7.7  |
| 2013–14 | مينيسيوتا تيمبر وولفز | 28  | 0   | 3.5   | .413    | .273   | .000 | .4     | .5  | .0     | .0   | 1.6  |
| 2014–15 | إنديانا بايسرز        | 10  | 0   | 19.3  | .438    | .385   | .667 | 1.4    | 2.7 | .4     | .0   | 10.5 |
| 2014–15 | كليفلاند كافالييرز    | 11  | 0   | 7.9   | .265    | .000   | .667 | 1.4    | 1.2 | .3     | .0   | 2.0  |
| 2014–15 | فينيكس صنز            | 5   | 0   | 8.8   | .214    | .000   | .000 | .6     | 1.2 | .0     | .0   | 1.2  |
| المسيرة | المسيرة               | 261 | 25  | 15.1  | .380    | .316   | .742 | 1.4    | 2.2 | .5     | .0   | 5.8  |

### التصفيات
| السنة   | الفريق         | لعب | بدأ | دقيقة | ميداني% | ثلاثية | حرة  | ارتداد | صنع | استلاب | تصدي | نقطة |
| ------- | -------------- | --- | --- | ----- | ------- | ------ | ---- | ------ | --- | ------ | ---- | ---- |
| 2011    | إنديانا بايسرز | 5   | 0   | 16.0  | .371    | .438   | .900 | 1.4    | 1.2 | .6     | .0   | 8.4  |
| 2012    | إنديانا بايسرز | 4   | 0   | 1.8   | .500    | .000   | .000 | .5     | .3  | .0     | .0   | .5   |
| المسيرة | المسيرة        | 9   | 0   | 9.6   | .378    | .438   | .900 | 1.0    | .8  | .3     | .0   | 4.9  |

## روابط خارجية
- إيه جاي برايس على موقع إن بي أي (الإنجليزية)
- إيه جاي برايس على موقع سبورتس رفرنس (الإنجليزية)
- إيه جاي برايس على موقع كرة السلة الأوروبية.كوم (الإنجليزية)
- إيه جاي برايس على موقع DraftExpress.com (الإنجليزية)
- إيه جاي برايس على موقع إي إس بي إن.كوم (الإنجليزية)
- إيه جاي برايس على موقع كلية كرة السلة في سبورتس رفرنس.كوم (الإنجليزية)
- إيه جاي برايس على موقع ريلجم (الإنجليزية)
- إيه جاي برايس على موقع بروبوليرز (الإنجليزية)